# State of Origin 1990
Die State of Origin Series 1990 waren die elfte Ausgabe des Rugby-League-Turniers State of Origin. Es bestand aus drei Spielen, die zwischen dem 9. Mai und dem 13. Juni stattfanden. New South Wales gewann die Series 2-1.

## Spiel 1
| 9. Mai 20:00 | New South Wales Blues                                                  | 8 : 0         | Queensland Maroons | Sydney Football Stadium, Sydney Zuschauer: 41.235 Schiedsrichter: David Manson |
| 9. Mai 20:00 | Versuche: McGaw Erhöhungen: O’Connor (1/1) Straftritte: O’Connor (1/2) | (6:0) Bericht |                    | Sydney Football Stadium, Sydney Zuschauer: 41.235 Schiedsrichter: David Manson |

| 1                  | Andrew Ettingshausen |
| 2                  | Rod Wishart          |
| 3                  | Michael O’Connor     |
| 4                  | Mark McGaw           |
| 5                  | Ricky Walford        |
| 6                  | Laurie Daley         |
| 7                  | Ricky Stuart         |
| 8                  | Steve Roach          |
| 9                  | Ben Elias            |
| 10                 | Ian Roberts          |
| 11                 | David Gillespie      |
| 12                 | Bruce McGuire        |
| 13                 | Bradley Clyde        |
| Auswechselspieler: |                      |
| 14                 | Glenn Lazarus        |
| 15                 | Paul Sironen         |
| 16                 | Geoff Toovey         |
| 17                 | Graham Lyons         |

| 1                  | Gary Belcher          |
| 2                  | Alan McIndoe          |
| 3                  | Dale Shearer          |
| 4                  | Mal Meninga           |
| 5                  | Les Kiss              |
| 6                  | Michael Hagan         |
| 7                  | Allan Langer          |
| 8                  | Martin Bella          |
| 9                  | Steve Walters         |
| 10                 | Dan Stains            |
| 11                 | Paul Vautin           |
| 12                 | Wally Fullerton-Smith |
| 13                 | Bob Lindner           |
| Auswechselspieler: |                       |
| 14                 | Mark Coyne            |
| 15                 | Kevin Walters         |
| 16                 | Gary Coyne            |
| 17                 | Trevor Gillmeister    |

## Spiel 2
| 30. Mai | New South Wales Blues                              | 12 : 6        | Queensland Maroons                       | Olympic Park Stadium, Melbourne Zuschauer: 25.800 Schiedsrichter: Greg McCallum |
| 30. Mai | Versuche: Mackay, Stuart Erhöhungen: Wishart (2/2) | (6:0) Bericht | Versuche: Kiss Erhöhungen: Meninga (1/1) | Olympic Park Stadium, Melbourne Zuschauer: 25.800 Schiedsrichter: Greg McCallum |

| 1                  | Andrew Ettingshausen |
| 2                  | Rod Wishart          |
| 3                  | Brad Mackay          |
| 4                  | Mark McGaw           |
| 17                 | Graham Lyons         |
| 6                  | Des Hasler           |
| 7                  | Ricky Stuart         |
| 8                  | Steve Roach          |
| 9                  | Ben Elias            |
| 10                 | Ian Roberts          |
| 11                 | David Gillespie      |
| 12                 | Bruce McGuire        |
| 13                 | Bradley Clyde        |
| Auswechselspieler: |                      |
| 5                  | Andrew Farrar        |
| 14                 | Glenn Lazarus        |
| 15                 | Paul Sironen         |
| 16                 | Brad Fittler         |

| 1                  | Gary Belcher       |
| 2                  | Alan McIndoe       |
| 3                  | Dale Shearer       |
| 4                  | Mal Meninga        |
| 5                  | Les Kiss           |
| 6                  | Wally Lewis        |
| 7                  | Allan Langer       |
| 8                  | Martin Bella       |
| 9                  | Kerrod Walters     |
| 10                 | Sam Backo          |
| 11                 | Dan Stains         |
| 12                 | Gary Coyne         |
| 13                 | Bob Lindner        |
| Auswechselspieler: |                    |
| 17                 | Trevor Gillmeister |
| 16                 | Andrew Gee         |
| 15                 | Mark Coyne         |

## Spiel 3
| 13. Juni | Queensland Maroons                                                            | 14 : 10         | New South Wales Blues                              | Lang Park, Brisbane Zuschauer: 31.416 Schiedsrichter: David Manson |
| 13. Juni | Versuche: Belcher, Jackson Erhöhungen: Lewis (1/2) Straftritte: Belcher (2/3) | (10:10) Bericht | Versuche: Lazarus, McGaw Erhöhungen: Wishart (1/2) | Lang Park, Brisbane Zuschauer: 31.416 Schiedsrichter: David Manson |

| 1                  | Gary Belcher       |
| 2                  | Alan McIndoe       |
| 3                  | Dale Shearer       |
| 4                  | Peter Jackson      |
| 5                  | Willie Carne       |
| 6                  | Wally Lewis        |
| 7                  | Allan Langer       |
| 8                  | Martin Bella       |
| 9                  | Kerrod Walters     |
| 10                 | Sam Backo          |
| 11                 | Trevor Gillmeister |
| 12                 | Gary Coyne         |
| 13                 | Bob Lindner        |
| Auswechselspieler: |                    |
| 14                 | Kevin Walters      |
| 15                 | Michael Hagan      |
| 16                 | Andrew Gee         |
| 17                 | Steve Jackson      |

| 1                  | Andrew Ettingshausen |
| 2                  | Graham Lyons         |
| 3                  | Michael O’Connor     |
| 4                  | Mark McGaw           |
| 5                  | Rod Wishart          |
| 6                  | Brad Mackay          |
| 7                  | Ricky Stuart         |
| 8                  | Glenn Lazarus        |
| 9                  | Ben Elias            |
| 10                 | Ian Roberts          |
| 11                 | David Gillespie      |
| 12                 | Bruce McGuire        |
| 13                 | Bradley Clyde        |
| Auswechselspieler: |                      |
| 14                 | Mark Sargent         |
| 15                 | Paul Sironen         |
| 16                 | Andrew Farrar        |
| 17                 | Greg Alexander       |

## Man of the Match
| Spiel | Man of the Match |
| ----- | ---------------- |
| 1     | Ben Elias        |
| 2     | Ricky Stuart     |
| 3     | Bob Lindner      |